# Красноармейское (Краснодарский край)
Красноармейское — село в Ейском районе Краснодарского края, входит в состав Кухаривского сельского поселения.

## География

### Улицы
| - пер. Бригадный, - пер. Гагарина, - пер. Солнечный, - пер. Степной, - ул. 10 Бригада, - ул. Ветеранов, - ул. Вольная, - ул. Гагарина, - ул. Комсомольская, | - ул. Красная, - ул. Красноармейская, - ул. Кубанская, - ул. Ленина, - ул. Молодёжная, - ул. Островского, - ул. Парниковая, - ул. Первомайская, - ул. Пролетарская, | - ул. Светлая, - ул. Северная, - ул. Советская, - ул. Степная, - ул. Толстого, - ул. Центральная, - ул. Школьная, - ул. Юбилейная. |

## Население
| 2002 | 2010 |
| ---- | ---- |
| 243  | ↗244 |